# 蘇菲的世界
《蘇菲的世界》（挪威語：Sofies verden）是一本喬斯坦·賈德著作的小說，首次於1991年以挪威語出版。本書多以蘇菲和一位名叫艾伯特·諾克斯（Alberto Knox）的神秘人之對話錄，是以由浅入深的方式簡介西方哲學的小說。

## 简介
1990年，蘇菲（Sophie Amudsen）是一位14歲的挪威女孩，她與她的媽媽和一群寵物一起居住。而她的父親是一位油輪的船長，經常一離開家就是好幾年，这一角色从未出現在情节中。
故事開始時蘇菲過著平凡的生活，直至有天她在郵箱中收到兩封來歷不明的信寫著：「你是誰？世界從何來？」與此同時，她收到一封古怪的明信片，上面的收件人是請蘇菲轉交給席妲（Hilde），邮戳来自黎巴嫩。蘇菲不久後收到一封匿名信件，信件中记载着一部分与哲学和哲学史相关的内容。她开始学习哲学史，由浅入深的课程也定期寄到家中的信箱。
像这样莫名其妙的函授课程持续进行着，联络方式也一变再变；痛苦憤怒的亞伯特（Alberto Knox）终于出现在她的面前，并开始教她哲學史。亞伯特用淺顯易懂的筆觸帶著蘇菲回顧從蘇格拉底哲學以前的希臘直到尚-保羅·沙特時代的哲學發展。同时，“席妲”的名字不断在她身边以不可思议的方式频繁出现。而后，席妲出现了。原来蘇菲這個人物，只是在黎巴嫩聯合國部隊工作的挪威少校亞伯特（Albert Knag）為慶祝女兒席妲生日而虛構出來的人物，把她的故事編寫成一個富有哲學趣味的故事當作女兒的生日禮物。
不可思议的是，在亞伯特的提示下，蘇菲渐渐意识到自己只是书中的一个角色，是亞伯特少校意识的一部分，在忠实地完成自己主角的任务之余，他们开始了向上帝（亞伯特少校）的抗争。在他们的努力下，书中世界渐渐扭曲了，变得古怪而难以驾驭。最终，这本书以一个开放式的结局告终，亞伯特和蘇菲莫名地逃出了书中世界、来到了席妲所在的世界。
這部哲學書創造性且簡易地呈現，蘇菲在與亞伯特的對談中學習到中世紀的哲學。打扮得像位僧侶，在古代的教堂中，而她也在法國的咖啡店裡學到了尚-保羅·沙特與西蒙·波娃。不同的哲學問題及推論方法出現，蘇菲試圖靠著自己解決。
作者藉著描寫故事中的故事，嘗試解釋真實世界背後的世界、人的自由意志、本和體的道理等等。故事中，亞伯特向蘇菲解釋從古希臘哲學發展到現今哲學的歷程和轉變，讓席德（換言之，讓讀者）了解歐洲哲學史。

## 中文版删节
《苏菲的世界》的作家出版社中文版（萧宝森译）中，部分内容被中华人民共和国文化部要求删除，如馬克思部分结尾处的32个段落。